# Conway County
Conway County is een county in de Amerikaanse staat Arkansas.
De county heeft een landoppervlakte van 1.440 km² en telt 20.336 inwoners (volkstelling 2000). De hoofdplaats is Morrilton.

## Geboren
- John Carter (1927-2015), acteur en filmregisseur